# Bodenwerder
Bodenwerder er en lille by og kommune i Landkreis Holzminden i den tyske delstat Niedersachsen, med godt 5700 indbyggere (2012), og administrationsby i amtet Bodenwerder-Polle.
I 1750 trak Baron von Münchhausen sig tilbage til sit gods her, og fortalte sine berømte historier til sine venner.
Han døde i 1797. Hans hus blev overtaget af byen i 1935, og brugt som rådhus, og en del er Münchhausen Museum.

## Geografi
Byen ligger mellem Hameln og Holzminden ved Oberweser. Mod sydøst ligger Voglerbjergene. Ved Bodenwerder munder Lenne ud i Weser.

### Inddeling
- Bodenwerder
- Buchhagen
- Kemnade
- Linse
- Rühle